# Николай Дмитриев-Оренбургски
Николай Дмитриевич Дмитриев-Оренбургски (на руски: Николай Дмитриевич Дмитриев-Оренбургский) е руски художник-баталист, професор. Участник в Руско-турската война (1877 – 1878) като Военен кореспондент.

## Биография
Николай Дмитриев-Оренбургски е роден на 1 април 1837 г. в Нижни Новгород. Учи в Уфимската губернска гимназия. Семейството му се преселва в Санкт Петербург. Завършва Императорската художествена академия в класа на Фьодор Бруни. Приема художествения псевдоним Оренбургски.
Първата серия от 42 рисунки създава по повод пътуване в Кавказ, където придружава княз Николай Николаевич. Командирован е за специализация в Дюселдорф и Париж (1871 – 1874). Тук преминава от жанрова на батална живопис. Основател и секретар на руски художествен кръжок в Париж.
Участва в Руско-турската война (1877 – 1878) като военен кореспондент Получава поръчка за художествено отразяване на войната. Пребивава в България с Действащата Руска армия като военен кореспондент на руски и френски илюстровани издания. Тук създава множество скици, етюди и рисунки. На тяхна основа след войната в Санкт Петербург създава знаменитите си батални картини:
- Десанта на Руската армия през река Дунав при Зимнич на 17 юни 1877 г. (1883)
- Предаването на крепостта Никопол на 4 юли 1877 г. (1883)
- Превземането на Гривешкия редут при Плевен. (1885)
- Влизането на великия княз Николай Николаевич в Търново на 30 юни 1877 г. (1883)
- Влизането на император Александър II в Плоещ.
- Боя на конвоя на император Александър II на Свищовските височини.
- Атака на Зелената височина от генерал Скобелев.
- Освещаването на Самарското знаме.
- Последния бой при Плевен на 28 ноември 1877 г.
- Влизането в Адрианопол.
- Представяне на пленения Осман паша на император Александър II.

## Галерия

### Цикъл за Руско-турската война (1877 – 1878)
- „Переправа русской армии через Дунай у Зимницы 15 июня 1877 года“, 1883, Военно-исторический музей артиллерии, инженерных войск и войск связи
- „Портрет русского солдата-добровольца“, 1878, частное собрание
- „Сдача крепости Никополь 4 июля 1877 года“, 1883, Военно-исторический музей артиллерии, инженерных войск и войск связи
- „Артиллерийский бой под Плевной. Батарея осадных орудий на Великокняжеской горе“, 1880, Военно-исторический музей артиллерии, инженерных войск и войск связи
- „Бой под Плевной 27 августа 1877 года“, 1883, местонахождение неизвестно
- „Освящение знамени Болгарского ополчения“, 1883 – 1885, местонахождение неизвестно
- „Захват Гривицкого редута под Плевной“, 1885, Военно-исторический музей артиллерии, инженерных войск и войск связи
- „Пленного Осман-Пашу, командовавшего турецкими войсками в Плевне, представляют Его Императорскому Высочеству Государю Императору Александру II, в день взятия Плевны русскими войсками 29 декабря 1877 года“, ранее 1898, местонахождение неизвестно
- „Солдаты, отдыхающие у колодца“, 1897, частное собрание
- „Последний бой под левной 28 ноября 1877 года“, 1889, Военно-исторический музей артиллерии, инженерных войск и войск связи
- „Русская кавалерия на пыльной дороге“, ранее 1898, частное собрание
- „Въезд великого князя Николая Николаевича в Тырново 30 июня 1877 года“, 1885, Государственный Русский музей

### Жанрова и историческа живопис
- „Великая княгиня София Витовитовна на свадьбе великого князя Василия Темного“, 1861, Иркутский областной художественный музей им. В. П. Сукачёва
- „Стрелецкий бунт“, 1862, Таганрогский художественный музей
- „Боярин. Этюд к картине „Стрелецкий бунт“, 1862, частное собрание
- „Дама, играющая с собакой“, 1868, частное собрание
- „И. С. Тургенев на охоте“, 1879, частное собрание
- „Воскресение в деревне“, 1884, частное собрание
- „Застенчивая девица“, 1891, частное собрание
- „Портрет императора Александра III“, 1896, Государственный исторический музей
- Деревенский разносчик, ранее 1898, Пермская государственная художественная галерея
- „Пожар в деревне“, 1885, Государственный Русский музей
- „Великий князь Сергей Александрович, цесаревич Николай Александрович и великий князь Павел Александрович в Царском Селе“, конец 1880-x), Государственный исторический музей

## Наследство
Тези негови картини са трайно изложени в Помпеевата зала  на Зимния дворец в Санкт Петербург. Характерни са с реализъм, стремеж към истинност и простота на изображението. Имат непреходна стойност за историята на български народ. За тяхното създаване е обявен за професор на Императорската художествена академия.